# 자바 API
자바 API(Java API)는 자바를 사용하여 쉽게 구현할 수 있도록 한 클래스 라이브러리의 집합이다. 즉, 자바라는 언어를 사용하여 사용자의 부담을 최소화하는 반면에 입출력, 화면 구성, 이미지, 네트워크와 같이 복잡하지만 필요한 클래스들을 미리 구현하여 사용자가 쉽게 구현하도록 하는 API이다. 이러한 자바 API는 하나의 커다란 클래스 계층구조로 설계되어 있다. 

## 같이 보기
- 자바 (소프트웨어 플랫폼)